# Quận Alamosa, Colorado
Quận Alamosa là một trong số 64 quận của tiểu bang Colorado của Hoa Kỳ. Tên quận là từ tiếng Tây Ban Nha cho một "khu rừng Cottonwood." Dân số của quận đạt mức 14.966 theo cuộc điều tra dân số Hoa Kỳ năm 2000 2. Quận lỵ là thành phố Alamosa.
Quận Alamosa đã được tạo ra bởi các cơ quan lập pháp bang Colorado ngày 08 Tháng 3 năm 1913 trong vùng Tây Bắc quận Costilla.
Theo Cục Điều tra Dân số Hoa Kỳ, quận có tổng diện tích 724 dặm vuông (1.880  km²), trong đó 723 dặm vuông (1.870  km²) là đất và 1 dặm vuông (2,6  km²) (0,11%) là nước.